# 16 août 1956
Le jeudi 16 août 1956 est le 229e jour de l'année 1956.

## Naissances
- Éric Brogniet, poète belge
- Bryn Vaile, skipper britannique
- Dale Raoul, actrice américaine
- Daniel Willems (mort le 2 septembre 2016), coureur cycliste belge (1956-2016)
- Dominique Erbani, joueur français de rugby à XV
- Florence Woerth, analyste financière française
- Gustavo Rangel Briceño, homme politique vénézuélien
- Iskandar Aznaurov (mort le 18 avril 1993), traducteur et militaire azerbaïdjanais
- Jorge Hirano, joueur de football péruvien
- Kalju Koha, homme politique et fonctionnaire estonien
- Michi Himeno, illustratrice et animatrice japonaise
- Mirella D'Angelo, actrice italienne
- Patricio Hernández, joueur et entraîneur de football argentin
- Patrick Ben Soussan, pédopsychiatre français
- Pierre Chavot, écrivain français
- Rodney O'Donnell, joueur de rugby irlandais
- Ruper Ordorika, chanteur basque
- Walter Butler, homme d'affaires américano-brésilien et français

## Décès
- Béla Lugosi (né le 20 octobre 1882), acteur américain
- Lynde D. McCormick (né le 12 août 1895), amiral quatre étoiles de l'United States Navy
- Mauritz von Wiktorin (né le 13 août 1883), général allemand
- Theodor Pallady (né le 11 avril 1871), artiste roumain (1871–1956)

## Événements
- Une conférence réunissant 22 pays se réunit à Londres. L’Égypte s’y fait représenter par l’URSS et l’Inde. John Dulles propose la création d’une organisation internationale chargée du contrôle et de la gestion du canal de Suez.
- Sortie du film allemand Le Capitaine de Köpenick